# Giovanni Scatturin
Giovanni Scatturin, italijanski veslač, * 30. maj 1893, † 11. oktober 1951.
Scatturin je za Italijo nastopil na Poletnih olimpijskih igrah 1920 in 1924.
Obakrat je nastopil v dvojcu s krmarjem. Na igrah v Antwerpnu je italijanski čoln osvojil zlato, v Parizu pa srebrno medaljo.